# Palais de Cristal (Ljubljana)
Pour les articles homonymes, voir Palais de Cristal.
Le Palais de Cristal (Kristalna palača en slovène) est un gratte-ciel situé à Ljubljana, en Slovénie. Il se trouve au sein du centre commercial BTC City,,, dans le district de Jarše, situé dans la partie nord de la ville. D'une hauteur de 89 mètres, il comporte 22 étages et est actuellement le plus haut édifice de Slovénie,,.
Le bâtiment comporte des boutiques de luxe, un centre de remise en forme, des bureaux d'affaires, une grande salle réservée aux congrès et conventions, des restaurants et pâtisseries, ainsi que de trois garages comprenant 620 places de stationnement,,.

## Histoire
La construction du Palais de Cristal débute par la pose de la première pierre le 15 mai 2009. L'édifice a une forme trapézoïdale particulière : ses colonnes porteuses sont inclinées obliquement vers l'extérieur jusqu'au niveau du deuxième étage, puis cette tendance diminue progressivement jusqu'au sommet de la tour. La première partie fut la plus difficile à achever, sa construction ayant pris un an ; après cela, le bâtiment grandit d'un étage tous les huit jours avant d'atteindre sa hauteur finale en septembre 2010.
Les plans du Palais de Cristal ont été conçus par les architectes slovènes Brane Smole et Danis Simčič. L'investissement de 54 millions d'euros, a été pris en charge par les entreprises BTC d.d et Nubad d.o.o et géré par la filiale Skai center, créée spécialement à cet effet par les deux entreprises mères. À l'origine, l'édifice devait avoir une hauteur de 100 mètres. Les propriétaires avaient également l'intention d'installer une plate-forme pour hélicoptères sur le toit, mais ce projet fut abandonné à cause de problèmes avec les réglementations du trafic aérien slovène.

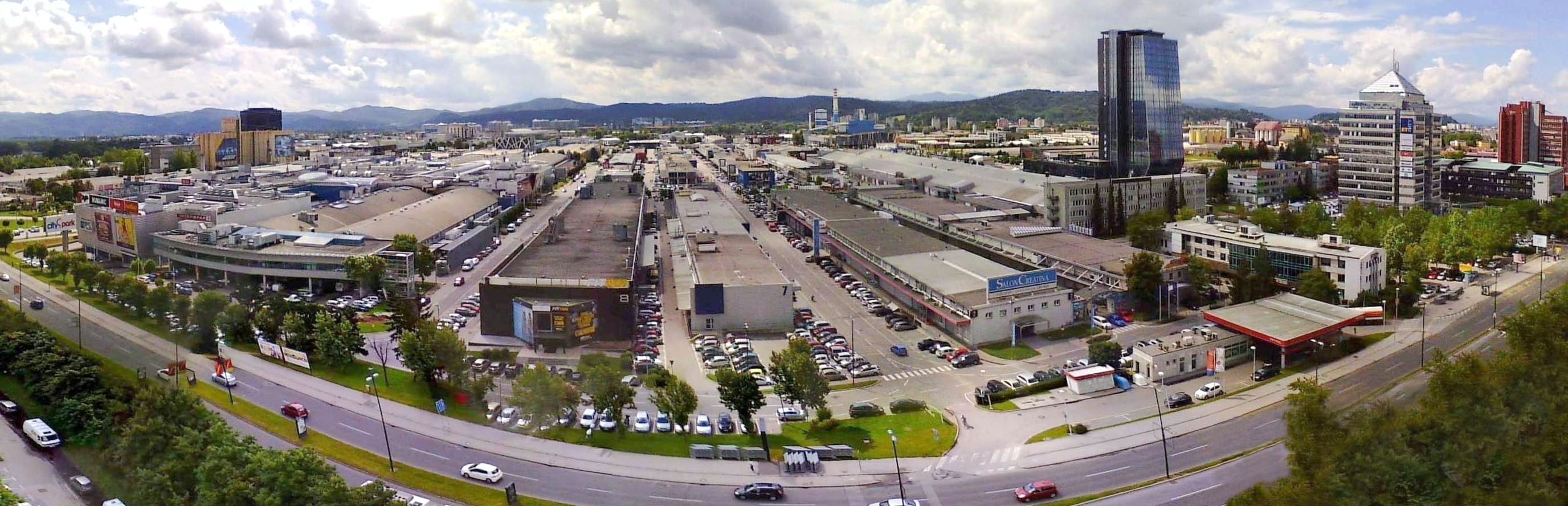
Panorama du centre commercial BTC City ; le Palais de Cristal est visible sur la droite de l'image.